# Myriopteris wrightii
Myriopteris wrightii är en kantbräkenväxtart som först beskrevs av William Jackson Hooker, och fick sitt nu gällande namn av Grusz och Windham. Myriopteris wrightii ingår i släktet Myriopteris och familjen Pteridaceae. Inga underarter finns listade.